# Kwangbok
Kwangbok (kor. 광복역, pol. Odbudowa) – stacja końcowa linii Hyŏksin, systemu metra znajdującego się w stolicy Korei Północnej, Pjongjangu. Stacja została otwarta 9 września 1978. Na stacji znajduje się mural przedstawiający drzewa, na których wyryto hasła z czasów walk o niepodległość Korei, a także pomnik Kim Ir Sena.